# Trattoria

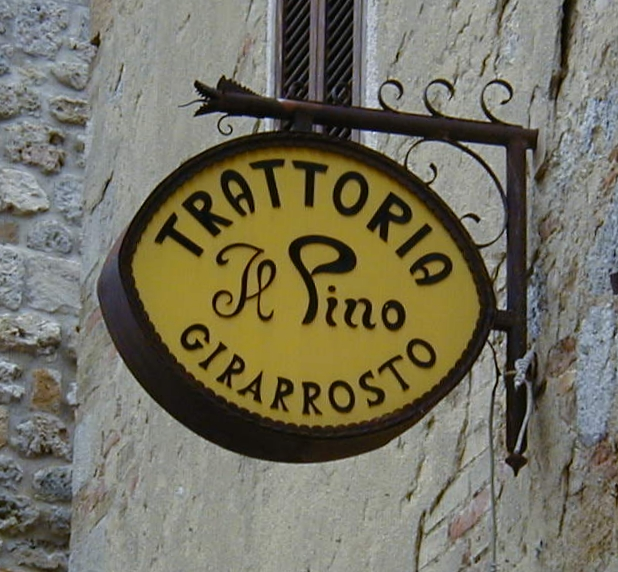
Trattoria-uithangbord in Toscane

Een trattoria is een Italiaanse eetgelegenheid. 
Het menu in een trattoria bestaat hoofdzakelijk uit landelijke (vaak regionale) recepten. Daarnaast is het er over het algemeen minder chic en formeel dan in een ristorante. Er is vaak geen gedrukte menukaart en de bediening is casual gekleed.
Het woord trattoria is een cognaat van traiteur.